# Römershagen
Römershagen is een deel van de gemeente Wenden in de Kreis Olpe in Westfalen in Noordrijn-Westfalen in Duitsland. 
Römershagen is plaats waar van oorsprong Westmiddelduits gesproken wordt en ligt aan de Uerdinger Linie.  
Altenhof · 
Altenwenden · 
Bebbingen · 
Brün · 
Büchen · 
Döingen · 
Dörnscheid · 
Eichertshof · 
Elben · 
Gerlingen · 
Girkhausen · 
Heid · 
Hillmicke · 
Hoffnung · 
Hünsborn · 
Huppen · 
Löffelberg · 
Möllmicke · 
Ottfingen · 
Römershagen · 
Rothemühle · 
Rothenborn · 
Scheiderwald · 
Schönau · 
Schwarzbruch · 
Trömbach · 
Vahlberg · 
Wendenerhütte · 
Wilhelmstal